# Wega (Bad Wildungen)
Wega ist ein Stadtteil von Bad Wildungen im nordhessischen Landkreis Waldeck-Frankenberg.
Der Ort liegt etwa 3 Kilometer östlich der Kernstadt Bad Wildungen am südlichen, rechten Ufer der Eder nahe der Einmündung der Wilde.

## Geschichte

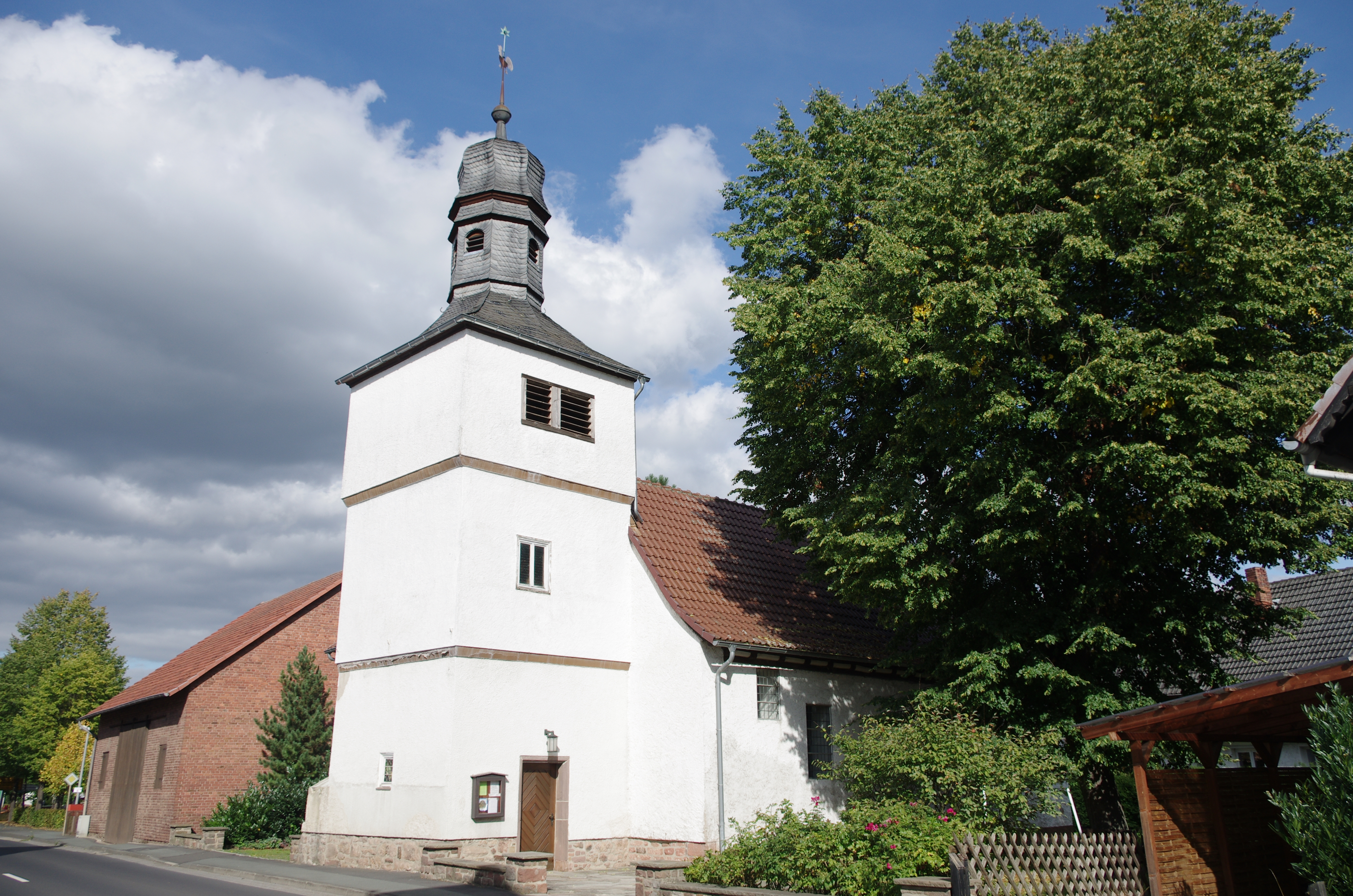
Die Kirche in Wega

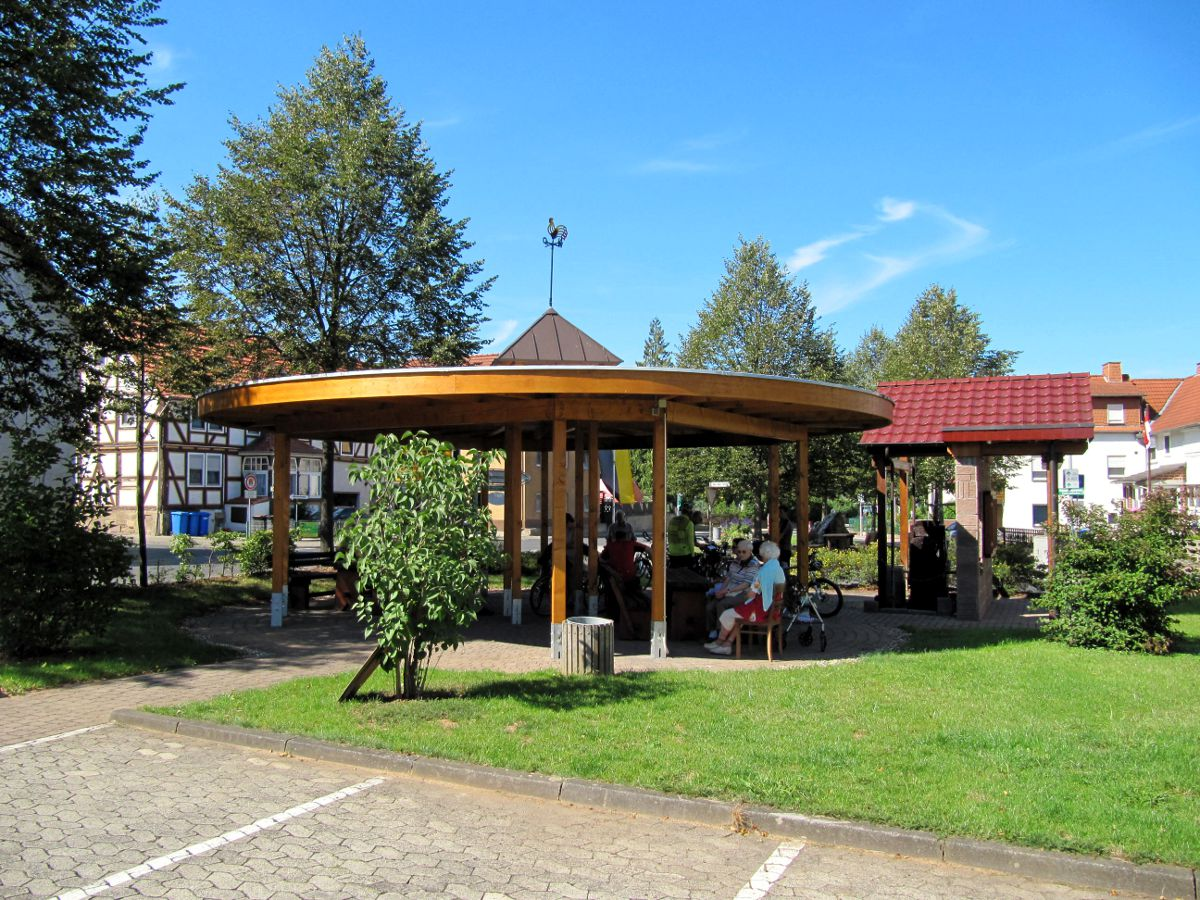
„Dorfplatz“ in der Ortsmitte von Wega, der 2006 als Außenprojekt der Landesgartenschau von Bad Wildungen angelegt wurde.

### Ortsgeschichte
Der Ort wird 1209 erstmals urkundlich erwähnt, ist vermutlich jedoch wesentlich älter: bei Ausschachtarbeiten 1968 entdeckte Fundamentreste stammen aus der Zeit um 800.
Das älteste Gebäude des Dorfs ist der Wehrturm der Kirche mit seinem Chor aus dem 13. Jahrhundert. Das Kirchenschiff datiert aus dem 15./16. Jahrhundert.
Im Dreißigjährigen Krieg wurde der Ort durch schwedische Truppen fast vollständig zerstört. Es wird berichtet, dass von 22 Hofstätten nur zwei Wohnhäuser und die Kirche verschont blieben. Die Zahl der Einwohner sank von etwa 120 auf unter 40 Personen. Danach stieg die Einwohnerzahl im 18. Jahrhundert wieder auf über 200.
1869 zerstörte ein verheerender Brand 22 Höfe; nur 18 Höfe und die Kirche blieben verschont. 1884 wurde die Bahnstrecke Wabern–Bad Wildungen mit dem Bahnhof Wega eröffnet. 1909 erhielt Wega den Haltepunkt Wegaer Mühle, mit der Bahnstrecke Wega–Brilon Wald. Die Brücke über die Eder zwischen Wega und Wellen wurde 1894/95 durch den Industriellen Wilhelm Garvens erbaut.
Nach dem Ende des Zweiten Weltkriegs wuchs Wega durch Zuzug geflüchteter und vertriebener Menschen auf 528 Einwohner im Jahr 1949, von denen viele katholischen Glaubens waren. 1961 wurde für sie die St.-Bonifatius-Kirche geweiht. Diese Kirche wurde inzwischen abgerissen. Auf dem Gelände befindet sich nun ein Fachhandel für Landwirtschaftsfahrzeuge.

### Hessische Gebietsreform (1970–1977)
Zum 31. Dezember 1971 wurde die bis dahin eigenständige Gemeinde Wega im Zuge der Gebietsreform in Hessen auf freiwilliger Basis in die Stadt Bad Wildungen eingegliedert. Für Wega wie für alle nach Bad Wildungen eingegliederten Gemeinden wurden Ortsbezirke mit Ortsbeirat und Ortsvorsteher nach der Hessischen Gemeindeordnung gebildet.

### Verwaltungsgeschichte im Überblick
Die folgende Liste zeigt die Staaten und Verwaltungseinheiten, denen Wega angehörte:
- vor 1712: Heiliges Römisches Reich, Grafschaft Waldeck, Amt Wildungen
- ab 1712: Heiliges Römisches Reich, Fürstentum Waldeck, Amt Wildungen
- ab 1807: Fürstentum Waldeck, Amt Wildungen
- ab 1815: Fürstentum Waldeck, Oberamt der Eder
- ab 1816: Fürstentum Waldeck, Oberjustizamt der Eder
- ab 1849: Fürstentum Waldeck-Pyrmont, Kreis der Eder[Anm. 1]
- ab 1867: Fürstentum Waldeck-Pyrmont (Akzessionsvertrag mit Preußen), Kreis der Eder
- ab 1871: Deutsches Reich, Fürstentum Waldeck-Pyrmont, Kreis der Eder
- ab 1919: Deutsches Reich, Freistaat Waldeck-Pyrmont, Kreis der Eder
- ab 1929: Deutsches Reich, Freistaat Preußen, Provinz Hessen-Nassau, Regierungsbezirk Kassel, Kreis der Eder
- ab 1942: Deutsches Reich, Freistaat Preußen, Provinz Hessen-Nassau, Regierungsbezirk Kassel, Landkreis Waldeck
- ab 1944: Deutsches Reich, Freistaat Preußen, Provinz Kurhessen, Regierungsbezirk Kassel, Landkreis Waldeck
- ab 1945: Deutsches Reich, Amerikanische Besatzungszone, Groß-Hessen, Regierungsbezirk Kassel, Landkreis Waldeck
- ab 1946: Deutsches Reich, Amerikanische Besatzungszone, Hessen, Regierungsbezirk Kassel, Landkreis Waldeck
- ab 1949: Bundesrepublik Deutschland, Hessen, Regierungsbezirk Kassel, Landkreis Waldeck
- ab 1972: Bundesrepublik Deutschland, Hessen, Regierungsbezirk Kassel, Landkreis Waldeck, Stadt Bad Wildungen
- ab 1974: Bundesrepublik Deutschland, Hessen, Regierungsbezirk Kassel, Landkreis Waldeck-Frankenberg, Stadt Bad Wildungen

## Bevölkerung

### Einwohnerstruktur 2011
Nach den Erhebungen des Zensus 2011 lebten am Stichtag dem 9. Mai 2011 in Wega 672 Einwohner. Darunter waren 33 (4,9 %) Ausländer. Nach dem Lebensalter waren 111 Einwohner unter 18 Jahren, 279 waren zwischen 18 und 49, 132 zwischen 50 und 64 und 150 Einwohner waren älter. Die Einwohner lebten in 285 Haushalten. Davon waren 81 Singlehaushalte, 87 Paare ohne Kinder und 93 Paare mit Kindern, sowie 18 Alleinerziehende und 6 Wohngemeinschaften. In 66 Haushalten lebten ausschließlich Senioren und in 177 Haushaltungen leben keine Senioren.

### Einwohnerentwicklung
| Quelle: Historisches Ortslexikon |                          |
| • 1620:                          | 20 Häuser                |
| • 1650:                          | 3 Häuser                 |
| • 1738:                          | 27 Häuser                |
| • 1770:                          | 26 Häuser, 200 Einwohner |

| Wega: Einwohnerzahlen von 1770 bis 2020 | Wega: Einwohnerzahlen von 1770 bis 2020 | Wega: Einwohnerzahlen von 1770 bis 2020 | Wega: Einwohnerzahlen von 1770 bis 2020 | Wega: Einwohnerzahlen von 1770 bis 2020 |
| --- | --------------------------------------- | --------------------------------------- | --------------------------------------- | --------------------------------------- |
| Jahr |                                         |                                         |                                         | Einwohner                               |
| 1770 | 1770                                    |                                         | 200                                     | 200                                     |
| 1800 | 1800                                    |                                         | ?                                       | ?                                       |
| 1834 | 1834                                    |                                         | 293                                     | 293                                     |
| 1840 | 1840                                    |                                         | 308                                     | 308                                     |
| 1846 | 1846                                    |                                         | 299                                     | 299                                     |
| 1852 | 1852                                    |                                         | 300                                     | 300                                     |
| 1858 | 1858                                    |                                         | 332                                     | 332                                     |
| 1864 | 1864                                    |                                         | 376                                     | 376                                     |
| 1871 | 1871                                    |                                         | 307                                     | 307                                     |
| 1875 | 1875                                    |                                         | 282                                     | 282                                     |
| 1885 | 1885                                    |                                         | 281                                     | 281                                     |
| 1895 | 1895                                    |                                         | 289                                     | 289                                     |
| 1905 | 1905                                    |                                         | 308                                     | 308                                     |
| 1910 | 1910                                    |                                         | 340                                     | 340                                     |
| 1925 | 1925                                    |                                         | 320                                     | 320                                     |
| 1939 | 1939                                    |                                         | 332                                     | 332                                     |
| 1946 | 1946                                    |                                         | 513                                     | 513                                     |
| 1950 | 1950                                    |                                         | 546                                     | 546                                     |
| 1956 | 1956                                    |                                         | 602                                     | 602                                     |
| 1961 | 1961                                    |                                         | 589                                     | 589                                     |
| 1967 | 1967                                    |                                         | 771                                     | 771                                     |
| 1980 | 1980                                    |                                         | ?                                       | ?                                       |
| 1990 | 1990                                    |                                         | ?                                       | ?                                       |
| 2000 | 2000                                    |                                         | ?                                       | ?                                       |
| 2011 | 2011                                    |                                         | 672                                     | 672                                     |
| 2015 | 2015                                    |                                         | 700                                     | 700                                     |
| 2020 | 2020                                    |                                         | 663                                     | 663                                     |
| Datenquelle: Historisches Gemeindeverzeichnis für Hessen: Die Bevölkerung der Gemeinden 1834 bis 1967. Wiesbaden: Hessisches Statistisches Landesamt, 1968. Weitere Quellen: bis 1967 LAGIS; Stadt Bad Wildungen; Zensus 2011 |                                         |                                         |                                         |                                         |

### Historische Religionszugehörigkeit
| • 1895: | 289 evangelische (= 100 %) Einwohner                                |
| • 1961: | 405 evangelische (= 68,76 %), 176 katholische (= 29,88 %) Einwohner |

## Infrastruktur und Wirtschaft
Parallel zur Bahnstrecke Wabern–Bad Wildungen verläuft die Bundesstraße 253 südlich an Wega vorbei. An der Strecke gibt es den Haltepunkt Wega, der von der NVV-Linie RB39/RE39 bedient wird.
| Linie     | Verlauf | Takt                                     |
| --------- | --- | ---------------------------------------- |
| RB39 RE39 | Kassel Hbf – Kassel-Wilhelmshöhe – (Kassel-Oberzwehren – Baunatal-Rengershausen – Baunatal-Guntershausen – Edermünde-Grifte – Felsberg-Wolfershausen – Felsberg-Altenbrunslar –) (nur RB39) Felsberg-Gensungen – Wabern (Bz Kassel) – Zennern – Fritzlar – Ungedanken – Mandern – Wega – Bad Wildungen Stand: Fahrplanwechsel Dezember 2024 | 60 min (wochentags) 120 min (Wochenende) |

Ein weiterer Haltepunkt Wega (Mühle) befand sich an der 1995 eingestellten Strecke von Bad Wildungen nach Korbach. Der Halt wurde dort bereits 1981 aufgegeben.
Von 1939 bis 1945 befanden sich in Wega militärische Produktionsstätten der Henschel Flugmotorenbau (HFM). Im Mai 1950 übernahmen die Correcta-Werke (Korrekta) diese, und man begann mit der Produktion von Schaumstoff- und Latexprodukten. Die Produktion wurde in den 1960er Jahren erweitert und erreichte eine Beschäftigtenzahl von über 800 Mitarbeitern. Nach mehreren Inhaberwechseln – unter anderem produzierte hier auch die Firma Metzler-Schaumstoffe – wurde in den 1990er Jahren die Produktion an diesem Standort eingestellt.

## Persönlichkeiten
- Hermann Waldschmidt (1862–1930), deutscher Gutsbesitzer und Politiker
- Julius Waldschmidt (1811–1900), deutscher Gutsbesitzer und Politiker